# Байбузівська сільська рада (Савранський район)
Байбузі́вська сільська́ ра́да — колишня адміністративно-територіальна одиниця та орган місцевого самоврядування в Савранському районі Одеської області. Адміністративний центр — село Байбузівка.

## Загальні відомості
- Населення ради: 1 056 осіб (станом на 2001 рік)

## Населені пункти
Сільській раді були підпорядковані населені пункти:
- с. Байбузівка

## Населення
За переписом населення України 2001 року в сільській раді мешкала 1051 особа.

### Мова
Розподіл населення за рідною мовою за даними перепису 2001 року:
| Мова       | Відсоток |
| ---------- | -------- |
| українська | 95,74 %  |
| російська  | 2,84 %   |
| молдовська | 1,33 %   |
| болгарська | 0,09 %   |

## Склад ради
Рада складалася з 16 депутатів та голови.
- Голова ради:
- Секретар ради: Паламарчук Любов Миколаївна

### Керівний склад попередніх скликань
| Прізвище, ім'я, по батькові | Основні відомості                                                          | Дата обрання | Дата звільнення |
| --------------------------- | -------------------------------------------------------------------------- | ------------ | --------------- |
| Ісько Ігор Анатолійович     | Сільський голова, 1969 року народження, член Соціалістичної партії України | 26.03.2006   | 31.10.2010      |

Примітка: таблиця складена за даними сайту Верховної Ради України

### Депутати
За результатами місцевих виборів 2010 року депутатами ради стали:

#### За суб'єктами висування
| Суб'єкт висування                                       | Кількість обраних депутатів | %    |
| ------------------------------------------------------- | --------------------------- | ---- |
| Партія регіонів                                         | 11                          | 68,8 |
| Політична партія Всеукраїнське об'єднання «Батьківщина» | 2                           | 12,5 |
| Соціалістична партія України                            | 2                           | 12,5 |
| Народна партія                                          | 1                           | 6,3  |

#### За округами
| № округу                                                | Прізвище, ім'я, по батькові      | Дата визнання обраним | Освіта             | Партійна приналежність                        | Відомості про обраного депутата                                   |
| ------------------------------------------------------- | -------------------------------- | --------------------- | ------------------ | --------------------------------------------- | ----------------------------------------------------------------- |
| Народна Партія                                          |                                  |                       |                    |                                               |                                                                   |
| 10                                                      | Балинський Андрій Валерійович    | 03.11.2010            | середня спеціальна | позапартійний                                 | тимчасово не працює                                               |
| Партія регіонів                                         |                                  |                       |                    |                                               |                                                                   |
| 2                                                       | Шатайло Віра Миколаївна          | 03.11.2010            | вища               | член Партії регіонів                          | , соціальний працівник                                            |
| 3                                                       | Ткач Інна Борисівна              | 03.11.2010            | середня            | член Партії регіонів                          | Байбузівська сільська рада, технічний працівник                   |
| 5                                                       | Бабій Вікторія Миколаївна        | 03.11.2010            | середня            | член Партії регіонів                          |                                                                   |
| 7                                                       | Бабійчук Юрій Анатолійович       | 03.11.2010            | вища               | позапартійний                                 | Саранський завод продтоварів, агроном                             |
| 8                                                       | Савченко Володимир Ілліч         | 03.11.2010            | середня спеціальна | позапартійний                                 | Байбузівська сільська рада, інструктор зі спорту                  |
| 11                                                      | Хоменко Валентина Макарівна      | 03.11.2010            | вища               | член Партії регіонів                          | Байбузівська сільська рада, бухгалер                              |
| 12                                                      | Козировський Олександр Яковлевич | 03.11.2010            | середня            | позапартійний                                 | приватний підприємець                                             |
| 13                                                      | Паламарчук Любов Миколаївна      | 03.11.2010            | вища               | член Партії регіонів                          | Концебівська сільська рада, секретар                              |
| 14                                                      | Жмайло Марина Василівна          | 03.11.2010            | середня            | позапартійна                                  | приватний підприємець                                             |
| 15                                                      | Шадріна Неля Михайлівна          | 03.11.2010            | середня            | член Партії регіонів                          | приватний підприємець                                             |
| 16                                                      | Огородова Наталія Петрівна       | 03.11.2010            | середня спеціальна | член Партії регіонів                          | Саранський завод продовольчих товарів, вагар                      |
| Політична партія Всеукраїнське об'єднання «Батьківщина» |                                  |                       |                    |                                               |                                                                   |
| 1                                                       | Сусленко Катерина Петрівна       | 03.11.2010            | середня            | член Всеукраїнського об'єднання «Батьківщина» | Байбузівський навчально-виховний комплекс, кухар                  |
| 4                                                       | Паламарчук Галина Федорівна      | 03.11.2010            | середня спеціальна | член Всеукраїнського об'єднання «Батьківщина» | тимчасово не працює                                               |
| Соціалістична партія України                            |                                  |                       |                    |                                               |                                                                   |
| 6                                                       | Самотей Тамара Миклаївна         | 03.11.2010            | вища               | член Соціалістичної партії України            | Байбузівська сільська рада, секретар                              |
| 9                                                       | Фартушняк Клавдія Петрівна       | 03.11.2010            | середня            | позапартійна                                  | Концебівська загальноосвітня школа І-ІІІ ст., технічний працівник |